# NGC 6382
NGC 6382 (другие обозначения — MCG 9-29-1, ZWG 277.44, PGC 60342) — галактика в созвездии Дракон.
Этот объект входит в число перечисленных в оригинальной редакции «Нового общего каталога».